# Bausley with Criggion
Bausley with Criggion är en community i Storbritannien.   Den ligger i kommunen Powys och riksdelen Wales, i den södra delen av landet, 240 km nordväst om huvudstaden London.
De största byarna är Criggion, Crewgreen och Coedway.